# Lista de emissoras da Central Nacional de Televisão
Esta é uma lista que contém as emissoras próprias e afiliadas que retransmitem a programação da Central Nacional de Televisão (CNT). A lista contém ainda as antigas afiliadas da rede e suas respectivas afiliações ou situações atuais.

## Emissoras próprias

### Geradoras
| Emissora           | Cidade         | UF             | Canal   | Prefixo |
| ------------------ | -------------- | -------------- | ------- | ------- |
| CNT Curitiba       | Curitiba       | Paraná         | 6 (43)  | ZYB 390 |
| CNT Tropical       | Londrina       | Paraná         | 7 (47)  | ZYB 398 |
| CNT São Paulo      | Americana      | São Paulo      | 52 (24) | ZYB 881 |
| CNT Rio de Janeiro | Rio de Janeiro | Rio de Janeiro | 9 (27)  | ZYB 518 |

### Filiais
| Emissora              | Cidade        | UF                | Canal   | Prefixo |
| --------------------- | ------------- | ----------------- | ------- | ------- |
| CNT Bahia             | Salvador      | Bahia             | 18 (17) | ZYA 311 |
| CNT Rio Grande do Sul | Caxias do Sul | Rio Grande do Sul | 31      | ZYP 101 |

## Retransmissoras

### Acre
| Cidade     | Canal  |
| ---------- | ------ |
| Rio Branco | 28 UHF |

### Alagoas
| Cidade    | Canal       |
| --------- | ----------- |
| Arapiraca | 27 (48 UHF) |

### Amazonas
| Cidade | Canal  |
| ------ | ------ |
| Manaus | 21 UHF |

### Distrito Federal
| Cidade   | Canal       |
| -------- | ----------- |
| Brasília | 19 (18 UHF) |

### Espírito Santo
| Cidade  | Canal       |
| ------- | ----------- |
| Vitória | 34 (33 UHF) |

### Goiás
| Cidade     | Canal       |
| ---------- | ----------- |
| Planaltina | 25 (18 UHF) |

### Maranhão
| Cidade       | Canal analógico | Canal digital |
| ------------ | --------------- | ------------- |
| Imperatriz   | —               | 20 UHF        |
| Palmeirândia | 5 VHF           | —             |

### Mato Grosso
| Cidade | Canal      |
| ------ | ---------- |
| Cuiabá | 6 (33 UHF) |

### Mato Grosso do Sul
| Cidade       | Canal      |
| ------------ | ---------- |
| Campo Grande | 2 (19 UHF) |

### Minas Gerais
| Cidade         | Canal analógico | Canal digital           |
| -------------- | --------------- | ----------------------- |
| Belo Horizonte | —               | 56 (38 UHF)             |
| Bocaiuva       | 19 UHF          | 47 UHF (em implantação) |
| Ipatinga       | —               | 44 UHF                  |
| Itabira        | —               | 39 UHF                  |
| Itaobim        | —               | 19 (18 UHF)             |
| Montes Claros  | —               | 25 UHF                  |
| Pedra Azul     | 14 UHF          | 43 UHF (em implantação) |
| Teófilo Otoni  | —               | 20 UHF                  |

### Pará
| Cidade          | Canal       |
| --------------- | ----------- |
| Abel Figueiredo | 13 (49 UHF) |
| Belém           | 18 UHF      |

### Paraíba
| Cidade         | Canal       |
| -------------- | ----------- |
| Campina Grande | 14 UHF      |
| João Pessoa    | 26 (25 UHF) |

### Pernambuco
| Cidade    | Canal  |
| --------- | ------ |
| Petrolina | 31 UHF |
| Recife    | 32 UHF |

### Rio Grande do Norte
| Cidade | Canal       |
| ------ | ----------- |
| Natal  | 43 (44 UHF) |

### Rio Grande do Sul
| Cidade          | Canal       |
| --------------- | ----------- |
| Bento Gonçalves | 31 (40 UHF) |
| Canela          | 31 (36 UHF) |
| Gramado         | 48 (31 UHF) |
| Porto Alegre    | 46 (47 UHF) |

### Santa Catarina
| Cidade             | Canal analógico | Canal digital           |
| ------------------ | --------------- | ----------------------- |
| Balneário Camboriú | —               | 20 UHF                  |
| Blumenau           | —               | 18 UHF                  |
| Florianópolis      | —               | 25 (26 UHF)             |
| Joinville          | —               | 22 (18 UHF)             |
| Lages              | —               | 14 (26 UHF)             |
| Porto União        | 20 UHF          | 19 UHF (em implantação) |
| Rio do Sul         | —               | 29 UHF (em implantação) |

### Sergipe
| Cidade  | Canal       |
| ------- | ----------- |
| Aracaju | 26 (25 UHF) |

## Via satélite

### Digital
Nos receptores do sistema SAT HD Regional atuais, o número do canal é padronizado; enquanto no satélite Sky Brasil-1, os usuários de antena parabólica digital só podem assistir usando um receptor compatível com o sistema Nova Parabólica, que requer um cartão de decodificação.

#### Star One C3
- Posição: 75º Oeste

| Emissora           | Frequência | Taxa de símbolos | Polarização | FEC | PID Vídeo | PID Áudio   | PCR | Período de operação | Referências |
| ------------------ | ---------- | ---------------- | ----------- | --- | --------- | ----------- | --- | ------------------- | ----------- |
| Banda C            |            |                  |             |     |           |             |     |                     |             |
| CNT Rio de Janeiro | 3872 MHz   | 5000 Ksps        | Horizontal  | 5/6 | 273       | 274/275/276 | 256 | Desde 2020          | [ 5 ]       |

#### Star One D2
- Posição: 70º Oeste

| Emisssora          | Frequência | Taxa de símbolos | Polarização | FEC | PID Vídeo | PID Áudio | PCR  | Canal virtual | Período de operação | Referências       |
| ------------------ | ---------- | ---------------- | ----------- | --- | --------- | --------- | ---- | ------------- | ------------------- | ----------------- |
| Banda C            |            |                  |             |     |           |           |      |               |                     |                   |
| CNT                | 4123 MHz   | 5000 Ksps        | Horizontal  | 5/6 | 273       | 274/275   | 256  | —             | Desde 2022          | [ 6 ]             |
| CNT                | 3974 MHz   | 4000 Ksps        | Vertical    | 3/4 | 1110      | 1120/1121 | 1110 | —             | 2015-2022           | [ 6 ]             |
| Banda Ku           |            |                  |             |     |           |           |      |               |                     |                   |
| CNT                | 11940 MHz  | 29900 Ksps       | Horizontal  | 2/3 | 3413      | 3411/3412 | 3413 | 27            | Desde 2022          | [ 6 ] [ 7 ] [ 8 ] |
| CNT Rio de Janeiro | 11940 MHz  | 29900 Ksps       | Horizontal  | 2/3 | 3423      | 3421/3422 | 3423 | 333           | Desde 2022          | [ 6 ] [ 7 ] [ 8 ] |

#### Sky Brasil-1
- Posição: 43º Oeste

| Emissora           | Frequência | Taxa de símbolos | Polarização | FEC | PID Vídeo | PID Áudio | PCR  | Canal virtual | Período de operação | Referências |
| ------------------ | ---------- | ---------------- | ----------- | --- | --------- | --------- | ---- | ------------- | ------------------- | ----------- |
| Banda Ku           |            |                  |             |     |           |           |      |               |                     |             |
| CNT Rio de Janeiro | 11222 MHz  | 30000 Ksps       | Vertical    | 5/6 | ?         | ?         | ?    | 15            | Desde 2023          | [ 4 ] [ 9 ] |
| CNT                | 11470 MHz  | 30000 Ksps       | Horizontal  | 2/3 | 4400      | 4401      | 4400 | 14            | Desde 2023          | [ 4 ] [ 9 ] |

### Antigas transmissões

#### Analógico
| Satélite     | Posição   | Frequência                  | Filtro BW | Polarização | Período de operação | Referências          |
| ------------ | --------- | --------------------------- | --------- | ----------- | ------------------- | -------------------- |
| Banda C      |           |                             |           |             |                     |                      |
| Star One C2  | 70º Oeste | 4070 MHz (1080 MHz Banda L) | 18 MHz    | Horizontal  | 2013-2014           | [ 10 ] [ 11 ] [ 12 ] |
| Brasilsat B1 | 70º Oeste | 4150 MHz (1000 MHz Banda L) | 18 MHz    | Vertical    | 1992-1999           | [ 10 ] [ 11 ] [ 12 ] |

#### Digital
| Satélite        | Posição   | Emissora           | Frequência | Taxa de símbolos | Polarização | Período de operação | Referências          |
| --------------- | --------- | ------------------ | ---------- | ---------------- | ----------- | ------------------- | -------------------- |
| Banda C         |           |                    |            |                  |             |                     |                      |
| Intelsat 11     | 43º Oeste | CNT Rio de Janeiro | 3851 MHz   | 4166 Ksps        | Horizontal  | 2016-2020           | [ 13 ]               |
| Intelsat 11     | 43º Oeste | CNT                | 3846 MHz   | 2222 Ksps        | Horizontal  | 2016-2020           | [ 13 ]               |
| Star One C3     | 75º Oeste | CNT Rio de Janeiro | 3734 MHz   | 4444 Ksps        | Vertical    | 2015-2016           | [ 5 ]                |
| Star One C2     | 70º Oeste | CNT Rio de Janeiro | 3661 MHz   | 4000 Ksps        | Vertical    | 2012-2015           | [ 11 ]               |
| Brasilsat B3/B4 | 84º Oeste | CNT                | 3909 MHz   | 4444 Ksps        | Vertical    | 2010-2015           | [ 10 ] [ 14 ] [ 15 ] |
| Brasilsat B3/B4 | 84º Oeste | CNT                | 4075 MHz   | 4444 Ksps        | Vertical    | 1999-2011           | [ 10 ] [ 14 ] [ 15 ] |

## Antigas afiliadas
Constam também na lista afiliadas na fase Rede OM.
| Nome                  | Cidade         | UF | Canal         | Situação atual                                                   | Período de afiliação |
| --------------------- | -------------- | -- | ------------- | ---------------------------------------------------------------- | -------------------- |
| Atual TV              | Pato Branco    | PR | 10 (Televigo) | Desconhecido                                                     | 2016-2020            |
| STN TV                | Santana        | AP | 46            | Extinta                                                          | 2011-2018            |
| TV Tocantins          | Imperatriz     | MA | 21            | Extinta                                                          | ????-2017            |
| TV Mais               | Sinop          | MT | 13            | Rede Brasil                                                      | 2013-2015            |
| TV Brasil Oeste       | Cuiabá         | MT | 08            | Rede Brasil                                                      | 2013-2015            |
| TVM                   | Belém          | PA | 17            | Independente                                                     | 2009-2014            |
| TV Quinari            | Rio Branco     | AC | 40            | Extinta                                                          | 2011-2012; 2013      |
| TV Amazônia           | Manaus         | AM | 20            | Hoje TV Tiradentes, emissora independente                        | ????-2006; 2008-2011 |
| TV Líder              | Araguaína      | TO | 20            | RedeTV!                                                          | ????-2009            |
| TV Athenas            | São Luís       | MA | 39            | Independente                                                     | 2009                 |
| TV Tropical           | São Luís       | MA | 23            | Hoje Record News Maranhão, afiliada à Record News                | 2003; 2009           |
| TV Cidade             | Boa Vista      | RR | 28            | Hoje Rede Cidade, afiliada à TV Gazeta                           | 2005-2008            |
| TV Serra do Carmo     | Palmas         | TO | 09            | Hoje TV Norte Tocantins, afiliada ao SBT                         | 1993-2005            |
| TV Mundial            | Juína          | MT | 8             | Hoje TV Amplitude, afiliada à Record                             | 1997-2004            |
| TV Itatiaia           | Belo Horizonte | MG | 32            | Hoje WSN TV do Carro, emissora independente                      | 2000-2003            |
| TV Alvorada           | Macapá         | AP | 19            | Extinta                                                          | 1997-2003            |
| TV Amazônia           | Açailândia     | MA | 11            | Hoje TV Tropical, afiliada à Record                              | 1994-2002            |
| TV Gazeta             | Rio Branco     | AC | 11            | Record                                                           | 2000-2001            |
| CNT Gazeta            | São Paulo      | SP | 11            | Hoje TV Gazeta, emissora independente                            | 1992-2000            |
| TV Carimã             | Cascavel       | PR | 10            | Hoje RPC Cascavel, afiliada à TV Globo                           | 1992-1997; 1998-2000 |
| TV Alagoas            | Maceió         | AL | 05            | Hoje TV Ponta Verde, afiliada ao SBT                             | 1996-1999            |
| RBN Manaus            | Manaus         | AM | 08            | Hoje Boas Novas Amazonas, emissora própria da Boas Novas         | 1998-1999            |
| RBN Porto Velho       | Porto Velho    | RO | 06            | Hoje Rede Brasil Norte, afiliada à Rede Mundial                  | 1998-1999            |
| RBN Belém             | Belém          | PA | 04            | Hoje Boas Novas Belém, emissora própria da Boas Novas            | 1995-1999            |
| TV Pernambuco         | Caruaru        | PE | 12            | TV Cultura e TV Brasil                                           | 1992-1993; 1997-1998 |
| CNT Aratu             | Salvador       | BA | 04            | Hoje TV Aratu, afiliada ao SBT                                   | 1995-1997            |
| TV Gazeta             | Cuiabá         | MT | 10            | Hoje TV Vila Real, afiliada à Record                             | 1993-1997            |
| TV Cidade             | Coroatá        | MA | 04            | Record                                                           | 1994-1995            |
| RCE TV Cultura        | Florianópolis  | SC | 06            | Hoje Record News Santa Catarina, emissora própria da Record News | 1992-1995            |
| RCE TV Criciúma       | Criciúma       | SC | 09            | Hoje NSC TV Criciúma, afiliada à TV Globo                        | 1992-1995            |
| RCE TV Vale do Itajaí | Itajaí         | SC | 10            | Hoje NDTV Itajaí, afiliada à Record                              | 1992-1995            |
| RCE TV Xanxerê        | Xanxerê        | SC | 03            | Hoje NDTV Criciúma, afiliada à Record                            | 1992-1995            |
| TV Paraíso            | Caxias         | MA | 08            | Extinta                                                          | 1992-1995            |
| TV Mearim             | Lago da Pedra  | MA | 05            | Hoje TV Nova Era, afiliada à RedeTV!                             | 1993-1995            |
| TV Maringá            | Maringá        | PR | 06            | Band                                                             | 1993                 |
| TV FR                 | Bauru          | SP | 04            | Hoje Record Paulista, emissora própria da Record                 | 1992                 |
| TV FR                 | Limeira        | SP | 11            | Hoje RFTV, emissora independente                                 | 1992                 |